# Sony Centre
Sony Centre sau Sony Center este un lanț de magazine cu produse electronice marca Sony din Europa.

## Sony Centre în România
În România, lanțul de magazine se numește Sony Center și este operat de compania New Link.
În septembrie 2010, rețeaua de magazine Sony Center acopereau patru orașe din țară, respectiv București, unde erau localizate șapte magazine, Cluj, Pitești și Sibiu.
New Link este o firmă înființată în anul 1994 și a avut o cifră de afaceri de aproape 10 milioane de euro și un număr 85 de angajați în anul 2009.
Compania face parte dintr-un grup de firme cu activități în domenii variate: comerț cu produse electronice, construcții, imobiliare, activități hoteliere, import și distribuție materiale promoționale.
În anul 2008, compania a avut o cifră de afaceri de 14 milioane de euro.